# Quartiere di Dauphin
Il quartiere di Dauphin è uno degli 11 quartieri in cui è divisa l'isola di Saint Lucia.